# 키자니아 도쿄

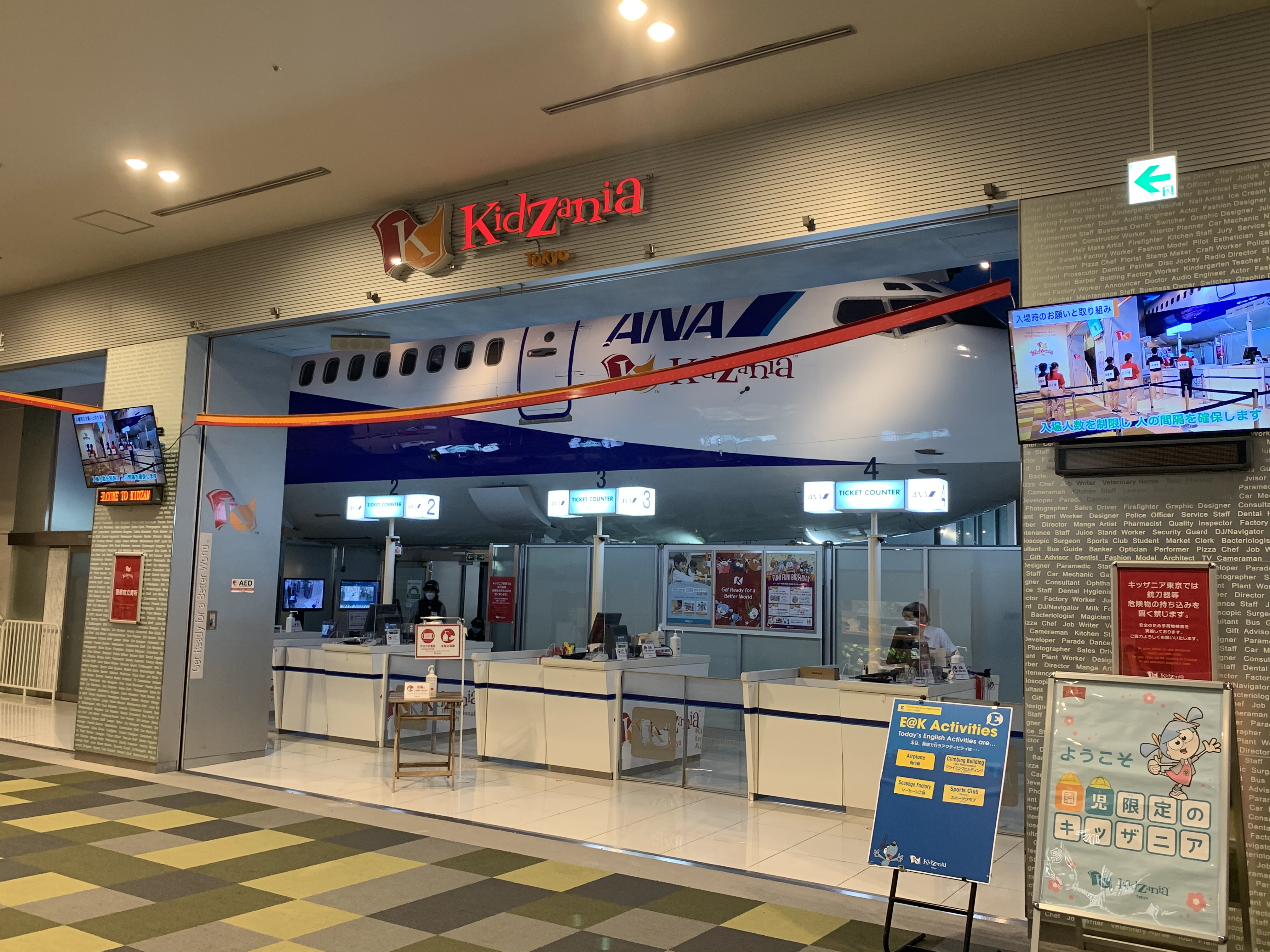

키자니아 도쿄(일본어: キッザニア東京, 영어: Kidzania Tokyo)은 일본 도쿄도 고토구에 있는 어린이 직업 체험 테마파크이다. 미취학 아동부터 초등학생까지 2~12세를 대상으로 70여 종의 직업을 모의 체험할 수 있다. 또한 어린이의 보호자는 프로그램에 참여 할 수 없으며, 대신 따로 마련된 보호자 라운지에서 대기해야 한다.

## 같이 보기
- 키자니아
- 키자니아 서울
- 키자니아 부산